# Cenes de la Vega
Cenes de la Vega er en by og kommune i det sydøstlige Spanien i provinsen Granada. Den har et indbyggertal på 8.296 (2024) indbyggere.